# Pulau Dua Timur
Pulau Dua Timur är en ö i Indonesien.   Den ligger i provinsen Jakarta, i den västra delen av landet, 100 km norr om huvudstaden Jakarta. Arean är 0,21 kvadratkilometer.
Terrängen på Pulau Dua Timur är platt. Öns högsta punkt är 10 meter över havet. Den sträcker sig 0,5 kilometer i nord-sydlig riktning, och 0,6 kilometer i öst-västlig riktning.